# Памятник погибшим детям (Тихвин)
Памятник ленинградским детям, погибшим от немецкой  бомбардировки  на станции Тихвин 14 октября 1941 года. 
Символ священной памяти о советских детях, ставших невинными жертвами агрессии нацистской Германии и её союзников против Советского Союза в годы Великой Отечественной войны.

## История
8.09.1941 г. немецкие и финские войска замкнули сухопутное кольцо блокады вокруг  Ленинграда,  Битва за Ленинград продолжалась.

В октябре 1941 года  немецкие войска,  выполняя план уничтожения города на  Неве, наступали на Тихвин и Волхов,  стремясь  перерезать все пути, соединяющие Ленинград  со страной и, соединившись с финскими войсками на южном берегу реки Свирь, создать второе кольцо   блокады Ленинграда. Тихвин оставался узлом, через который проходил единственный в сложившейся обстановке  железнодорожный путь, соединявший тыл страны с восточным берегом Ладожского озера, через которое было возможно транспортное  сообщение с  Ленинградом  и эвакуация населения города.

14 октября 1941 года на станцию Тихвин, находившуюся  в прифронтовой полосе, прибыли  два эшелона с эвакуированными из блокадного Ленинграда детьми.  В  тот день на станции находились составы с горючим и боеприпасами для фронта и подошедший с востока Военно-санитарный поезд (ВСП) №  312, не успевший погрузить раненых .  На вагонах санитарного поезда были красные кресты на белом фоне -  эмблема, означающая медицинскую помощь,  по международным правилам транспорт с такими знаками ни при каких условиях не может быть объектом  для нападения.
В  9 утра  началась  бомбардировка станции, более ста немецких  бомбардировщиков  совершили массированный  налёт на Тихвин,  чтобы уничтожить железнодорожный узел.   Бомбардировка длилась непрерывно более шести часов.
На станции не было достаточно  средств  противовоздушной обороны, чтобы отразить такой силы налёт. 
По воспоминаниям очевидцев трагедии,  станция  сразу была охвачена пожаром, взрывались вагоны с  боеприпасами и цистерны с горючим, горели разлившиеся  нефтепродукты.   К станции нельзя было подойти в течение нескольких часов.   Несмотря на это,  тихвинские пожарные и железнодорожники    выносили людей  из горящих вагонов, на носилках и на руках  несли людей  в госпиталь,  боролись с огнём,  многие из них при этом погибли.  Санитарный поезд  № 312 получил большие повреждения и  был выведен со станции,  персонал поезда  остался  спасать пострадавших от бомбёжки.
Пожар на станции продолжался два дня. Число жертв трагедии  не установлено, по неуточнённым данным всего могло погибнуть  до 2000 детей и взрослых .  Об этом   страшном дне на старом кладбище Тихвина напоминают братские могилы ленинградских детей, красноармейцев и тихвинских пожарных .

На памятнике, установленном на кладбище Тихвина, где были похоронены погибшие дети, мемориальная доска с текстом: «ЖИВЫЕ, ПОМНИТЕ! ЗДЕСЬ ДЕТИ ЛЕНИНГРАДЦЕВ, БЕЗЖАЛОСТНО УБИТЫЕ ВОЙНОЙ 14 ОКТЯБРЯ 1941 Г.». Памятник  установили  комсомольцы термообрубного цеха Тихвинских производств объединения «Кировский завод»,  открытие памятника состоялось 9 мая 1979 года. В 2016 году памятник отреставрирован. Местные жители помнят и чтут трагедию, которая унесла столько жизней, на могиле всегда лежат игрушки и сладости.

## Описание
Памятник на привокзальной площади станции Тихвин открыли 14 октября 2016  года в день годовщины трагедии, случившейся 75 лет назад. Он представляет собой монумент из гранита, его высота четыре метра. На  мозаичном панно на фоне огненных всполохов изображена  фигура скорбящей женщины, стоящей на коленях, как символ горя и невыразимой печали, отчаяния и скорби. Рядом с ней — детская игрушка на железнодорожных рельсах, символизирующая потерянную детскую жизнь.
На обороте монумента изображена икона, также выполненная в технике мозаики — Тихвинская икона  Божией Матери, покровительница младенцев и подростков. Ниже находится изображение из архива — фотография ленинградских малышей, спешащих на вокзал в надежде покинуть блокадный Ленинград. Внизу выгравировано стихотворение ленинградского поэта Анатолия Молчанова, в нём в образной форме рассказывается о страшном октябрьском событии.
В памятных мероприятиях принял участие архиепископ Петергофский Амвросий.
Инициатива создания памятника принадлежит председателю Совета «Исторического клуба Ленинградской области», заместителю председателя Общественного совета при Архивном управлении Г. А. Москвину, которая была поддержана губернатором области А. Ю. Дрозденко. Средства на памятник и его установку выделил общественный деятель и  меценат Грачья Мисакович Погосян. Санкт-Петербургская мозаичная мастерская «Тавр» и реставрационная мастерская ООО «Нива» выполнили художественные работы. ООО «РосВоенСтрой» провёл необходимые ремонтные и строительные мероприятия по установке памятника.